# Плебановичи (Дятловский район)
Плеба́новичи (бел. Плябанавічы) — деревня в Дятловском сельсовете Дятловского района Гродненской области Республики Беларусь. По переписи населения 2009 года в Плебановичах проживало 59 человек.

## География
Плебановичи расположены в 2 км к юго-востоку от Дятлово, 148 км от Гродно, 12 км от железнодорожной станции Новоельня.

## История
В 1624 году упоминаются как Плебанское в составе Марковского войтовства Дятловской (Здентельской) волости во владении Сапег.
В 1878 году Плебановичи (Плебановцы) — деревня в Дятловской волости Слонимского уезда Гродненской губернии (21 двор, магазин). В 1880 году в Плебановичах проживал 21 человек.
Согласно переписи населения 1897 года в Плебановичах насчитывалось 27 домов, проживало 148 человек. В 1905 году — 172 жителя.
В 1921—1939 годах Плебановичи находились в составе межвоенной Польской Республики. В сентябре 1939 года Плебановичи вошли в состав БССР.
В 1996 году Плебановичи входили в состав колхоза «Нива». В деревне насчитывалось 36 дворов, проживало 83 человека.